# 乙和公園
乙和公園（おとわこうえん）は、福島県福島市にある公園である。

## 概要
福島市飯坂町市街地南西部にある公園であり、旧農林水産省蚕糸試験場福島支場跡地に整備された。同様に試験場跡地に建設された福島市役所飯坂支所に隣接している。園内には蚕糸試験場時代から存在する桜並木があるほか、近隣の飯坂町湯野の農家より寄贈された約280本の花桃が植栽されており、開花時期には花見客で賑わう。飯坂地区緑化重点地区総合整備事業により2010年度より3ヶ年かけて近隣の公園とともに整備され現在に至る。

## 園内
- 桜並木
- 花桃 - 寿星桃と箒桃が寄贈され植えられている。
- 大型遊具 - 2014年11月に東邦銀行より寄贈されたもの。もともとは2014年8月まで同行が運営していた屋内遊び場で使用されていたもの[3]である。
- 砂場 - 2016年10月にNPO法人により設置されたもの[4]である。

乙和稲荷神社
源義経の忠臣として知られる佐藤継信・佐藤忠信兄弟の母、乙和姫が建立したと伝えられる。毎年春に例大祭が行われている。

## アクセス
福島県福島市飯坂町銀杏
- 福島交通飯坂線花水坂駅より徒歩10分
- 東北自動車道福島飯坂インターチェンジより車で10分[6]。
  - 公園自体の駐車場はないが、隣接する市役所支所に駐車場がある。

## 近隣
- 福島市役所飯坂支所
- 福島市消防本部飯坂消防署
- いちい・ウエルシア薬局飯坂店
- 片岡鶴太郎美術庭園